# Tanjung Mas (Banyuasin II)
Tanjung Mas is een bestuurslaag in het regentschap Banyuasin van de provincie Zuid-Sumatra, Indonesië. Tanjung Mas telt 982 inwoners (volkstelling 2010).